# Gregory Rabassa
Gregory Rabassa (Yonkers, condado de Westchester, Nueva York, 9 de marzo de 1922 – Branford, Connecticut, 13 de junio de 2016) fue un traductor literario estadounidense.

## Biografía
Hijo de padre cubano y madre estadounidense, se especializó en literatura española, latinoamericana y portuguesa. Tradujo desde el español y el portugués. Se destacó por sus traducciones de Jorge Amado, Miguel Ángel Asturias, Juan Benet, Julio Cortázar, José Donoso, Gabriel García Márquez, Juan Goytisolo, José Lezama Lima, Clarice Lispector, Antonio Lobo Antunes, Joaquim Machado de Assis, João de Melo, Vinicius de Moraes y Mario Vargas Llosa. Se le considera una figura influyente en la divulgación de los autores del boom latinoamericano en Estados Unidos.

## Obras
- If this be treason: translation and its dyscontents, a memoir, 2005[2]